# Huntington Band
Huntington Band var en musikgrupp från Göteborg inom proggrörelsen.
Dennis Huntington (1951–2011), som tidigare varit medlem i Love Explosion och därefter i Lag & Ordning, bildade detta bluesinriktade band i vilket han sjöng och spelade munspel. Övriga medlemmar var Priit Havama (gitarr), Finn Sörensson (gitarr), Lars-Eric Brossner (keyboards), Nikke Ström (elbas, saxofon) och Pekka Torri (trummor). De gav 1977 ut det självbetitlade albumet Huntington Band (Nacksving 031-11). Ström var tidigare medlem i Nynningen och anslöt sig till Nationalteatern tillsammans med Brossner.